# Vishnu Khare
Vishnu Khare (2 de febrero de 1940-19 de septiembre de 2018) fue un poeta, traductor, crítico literario y de cine, periodista y guionista indio. Escribió tanto en hindi como en inglés. Enseñó literatura inglesa a nivel universitario, trabajó como secretario del Programa de Sahitya Akademi, la Academia Nacional de Letras de la India y fue editor del diario hindi Navbharat Times en Lucknow, Jaipur y Nueva Delhi.

## Trabajos
Ha publicado cinco colecciones de poesía, Pathantar (2008) es la última, y un libro de crítica Alochana kee Pahlee Kitaab. Ha sido un traductor prolífico en hindi, inglés, alemán y otros idiomas europeos y asiáticos.

## Premios y distinciones
Ha recibido muchos premios y honores, incluyendo un Caballero de la Rosa Blanca de Finlandia para su traducción Hindi de la epopeya nacional de ese país, Kalevala. También fue galardonado  por el Gobierno de Estonia por su traducción hindi de la epopeya nacional de Estonia, Kalevipoeg. Ha recibido muchos prestigiosos premios literarios hindúes como el Rahguveer Sahay Samman, el Maithilisharan Gupt Samman, como así también el Shikhar Samman.